# کرایست‌چرچ (ویرجینیا)
کرایست‌چرچ (به انگلیسی: Christchurch) یک منطقهٔ مسکونی در ایالات متحده آمریکا است که در شهرستان میدلسکس، ویرجینیا واقع شده‌است. کرایست‌چرچ ۲۷٫۱۳ متر بالاتر از سطح دریا واقع شده‌است.